# Lijst van voetbalinterlands Canada - Denemarken
Deze lijst van voetbalinterlands is een overzicht van alle officiële voetbalwedstrijden tussen de nationale teams van Canada en Denemarken. De landen speelden tot op heden twee keer tegen elkaar. De eerste ontmoeting, een vriendschappelijke wedstrijd, werd gespeeld in Aalborg op 12 april 1989. Het laatste duel, eveneens een vriendschappelijke wedstrijd, vond plaats op 26 januari 2013 in Tucson (Verenigde Staten).

## Wedstrijden
| № | Plaats  | Datum           | Competitie        | Wedstrijd           | Uitslag |
| - | ------- | --------------- | ----------------- | ------------------- | ------- |
| 1 | Aalborg | 12 april 1989   | Vriendschappelijk | Denemarken – Canada | 2 – 0   |
| 2 | Tucson  | 26 januari 2013 | Vriendschappelijk | Canada − Denemarken | 0 − 4   |

## Samenvatting
| Competitie        | Totaal gespeeld | Winst Canada | Gelijk | Winst Denemarken | Doelsaldo Canada – Denemarken |
| ----------------- | --------------- | ------------ | ------ | ---------------- | ----------------------------- |
| Vriendschappelijk | 2               | 0            | 0      | 2                | 0 − 6                         |
| Totaal            | 2               | 0            | 0      | 2                | 0 − 6                         |

Wedstrijden bepaald door strafschoppen worden, in lijn met de FIFA, als een gelijkspel gerekend.

## Details

### Eerste ontmoeting
| Vriendschappelijk (Aalborg, Denemarken, 12 april 1989): |       |        |
| Denemarken                                              | 2 – 0 | Canada |
| Lars Elstrup 37' Ian Bridge 72' (e.d.)                  | goals |        |

### Tweede ontmoeting
| Vriendschappelijk (Tucson, Verenigde Staten, 26 januari 2013):                                                   |       |                                                                                       |
| Canada | 0 – 4 | Denemarken                                                                            |
| | goals | 8' Andreas Cornelius 11' Kasper Lorentzen 35' Andreas Cornelius 66' Andreas Cornelius |
| - Debuut van Kyle Bekker, Simon Thomas, Evan James, Kyler Porter, Philippe Davies en Mason Trafford voor Canada. |       |                                                                                       |